# Q's Jook Joint
Q's Jook Joint è un album del musicista statunitense Quincy Jones, pubblicato dall'etichetta discografica Qwest nel 1995.
L'album, disponibile su musicassetta e compact disc, è prodotto dallo stesso artista e R. Kelly.
Numerose guest star di fama internazionale partecipano all'esecuzione dei brani, in particolare all'Intro della durata di circa un minuto e mezzo.

## Tracce
1. Jook Joint Intro
2. Let the Good Times Roll
3. Cool Joe, Mean Joe (Killer Joe)
4. You Put a Move on My Heart
5. Rock with You
6. Moody's Mood for Love
7. Stomp
8. Jook Joint Reprise
9. Do Nothin' Till You Hear from Me
10. Is It Love That We're Missin'
11. Heaven's Girl
12. Stuff Like That
13. Slow Jams
14. At the End of the Day (Grace)
15. Jook Joint Outro